# Référendum « Accession de la Suisse à la Société des Nations »

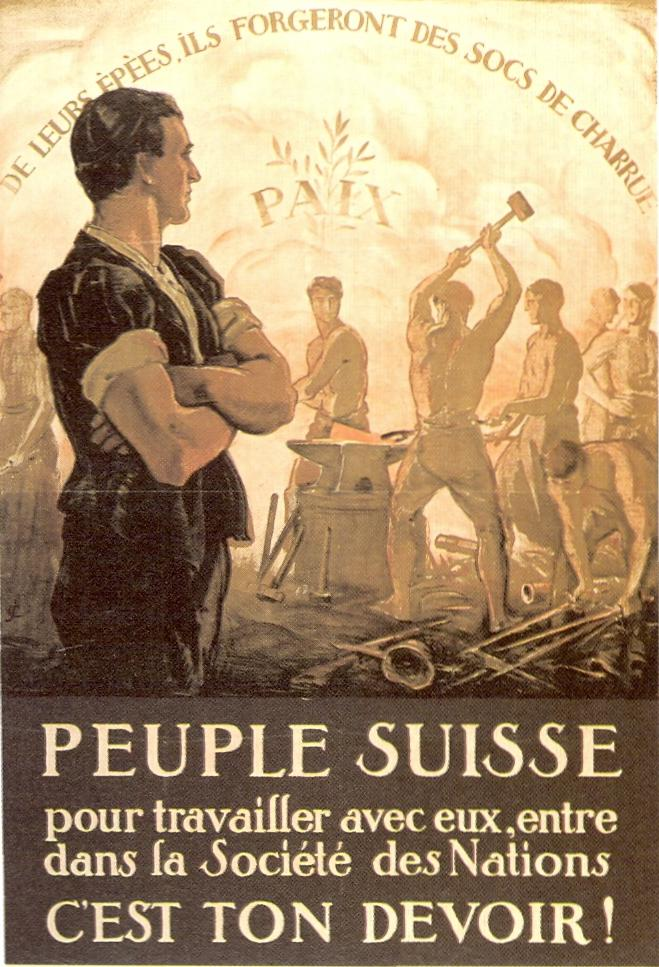
Affiche soutenant l'entrée de la Suisse dans la Société des Nations, 1920.

La votation sur l'Arrêté fédéral concernant l'accession de la Suisse à la Société des Nations est un référendum suisse, accepté par le peuple le 16 mai 1920.

## Contenu
Inclassable mais considérée a posteriori par la Chancellerie fédérale comme un référendum facultatif, la votation sur l'Arrêté fédéral concernant l'accession de la Suisse à la Société des Nations (SDN) n'a pourtant pas fait l'objet d'un référendum à proprement parler mais a été provoquée par sa nature exceptionnelle, cette votation est donc plus proche du référendum obligatoire. Comme son nom l'indique, il s'agit de ratifier l'adhésion de la Suisse à la SDN pour entériner la décision de celle-ci de choisir Genève comme siège.

## Déroulement

### Contexte historique
A l'issue de la guerre de 14-18, des négociations sont engagées afin de redistribuer les cartes du pouvoir, fragmenter les empires et conclure des traités de paix. Des voix s'élèvent en faveur d'un nouveau paradigme: selon le conseiller fédéral Félix Calonder «Au lieu de l’équilibre mécanique des forces qui a prévalu jusqu’à présent, c’est l’équilibre moral de la Société des Nations qui doit régner.» Cependant, l'Europe est secouée par des grèves et soulèvements populaires, ce qui suscite des inquiétudes. Le projet est d'apaiser les tensions en prenant en compte les revendications des travailleurs. En 1919, la Conférence de paix de Paris institue la SDN dont le siège sera à Genève. Il reste aux autorités suisses de permettre sa mise en œuvre par une décision populaire. La presse participe activement à l'argumentation, soutenue par le département publicité de la SDN.

## Résultats
Soumis à la votation le 16 mai 1920, le référendum est accepté par une courte majorité de 10 3/2 cantons et par 56.3 % des suffrages exprimés. 

### Résultat général
| Pour                            | 416 870 | 56.3 | 6 502 | 4 039 | 750 159 | 968 327 | 77.47 | 10 | 3 | Accepté |
| Contre                          | 323 719 | 43.7 | 6 502 | 4 039 | 750 159 | 968 327 | 77.47 | 9  | 3 | Accepté |
| Source: Chancellerie fédérale 1 |         |      |       |       |         |         |       |    |   |         |

### Résultat par canton
Le tableau ci-dessous détaille les résultats par canton :